# Adonis vernalis

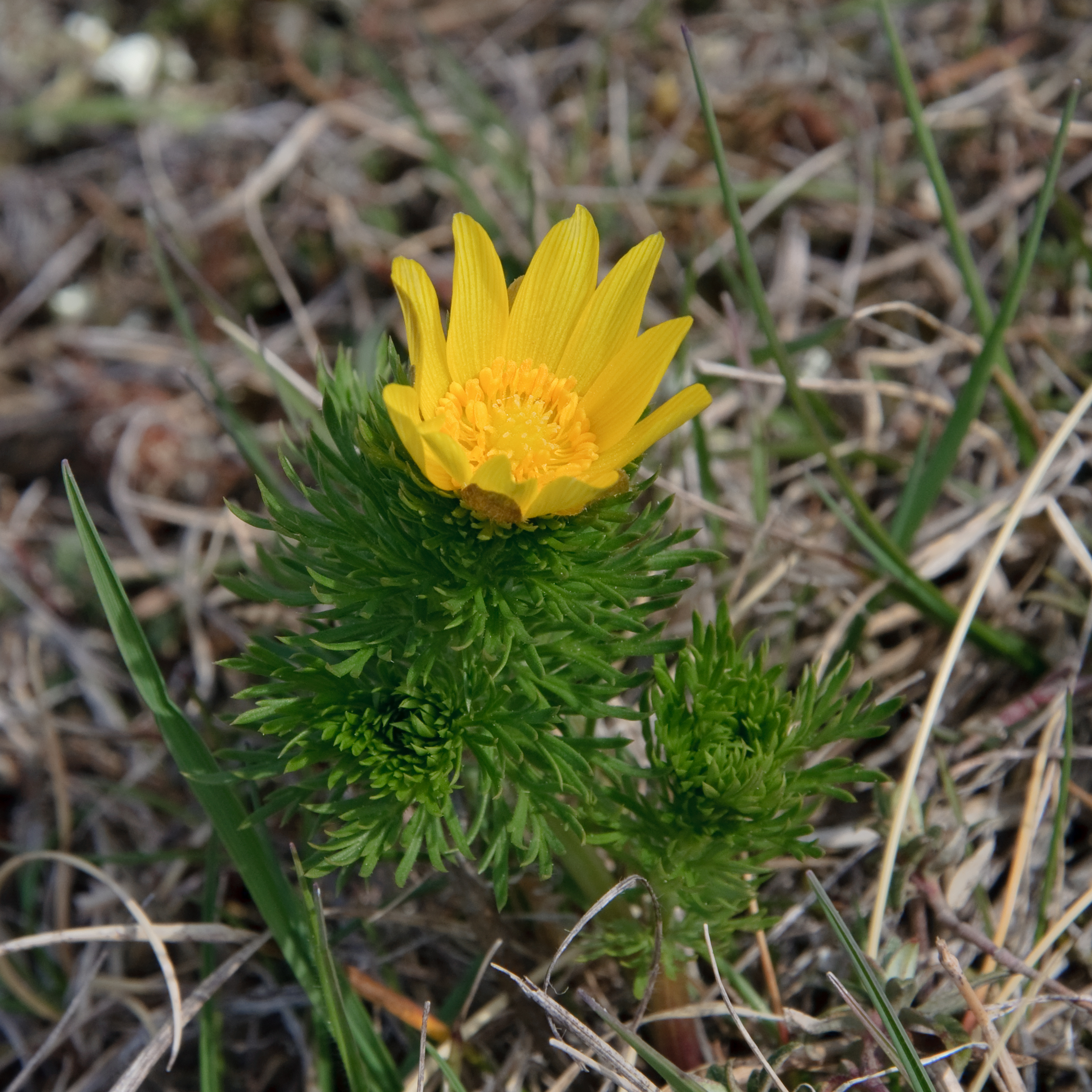
Adonis vernalis en el causse de Sauveterre, Lozère, Francia.

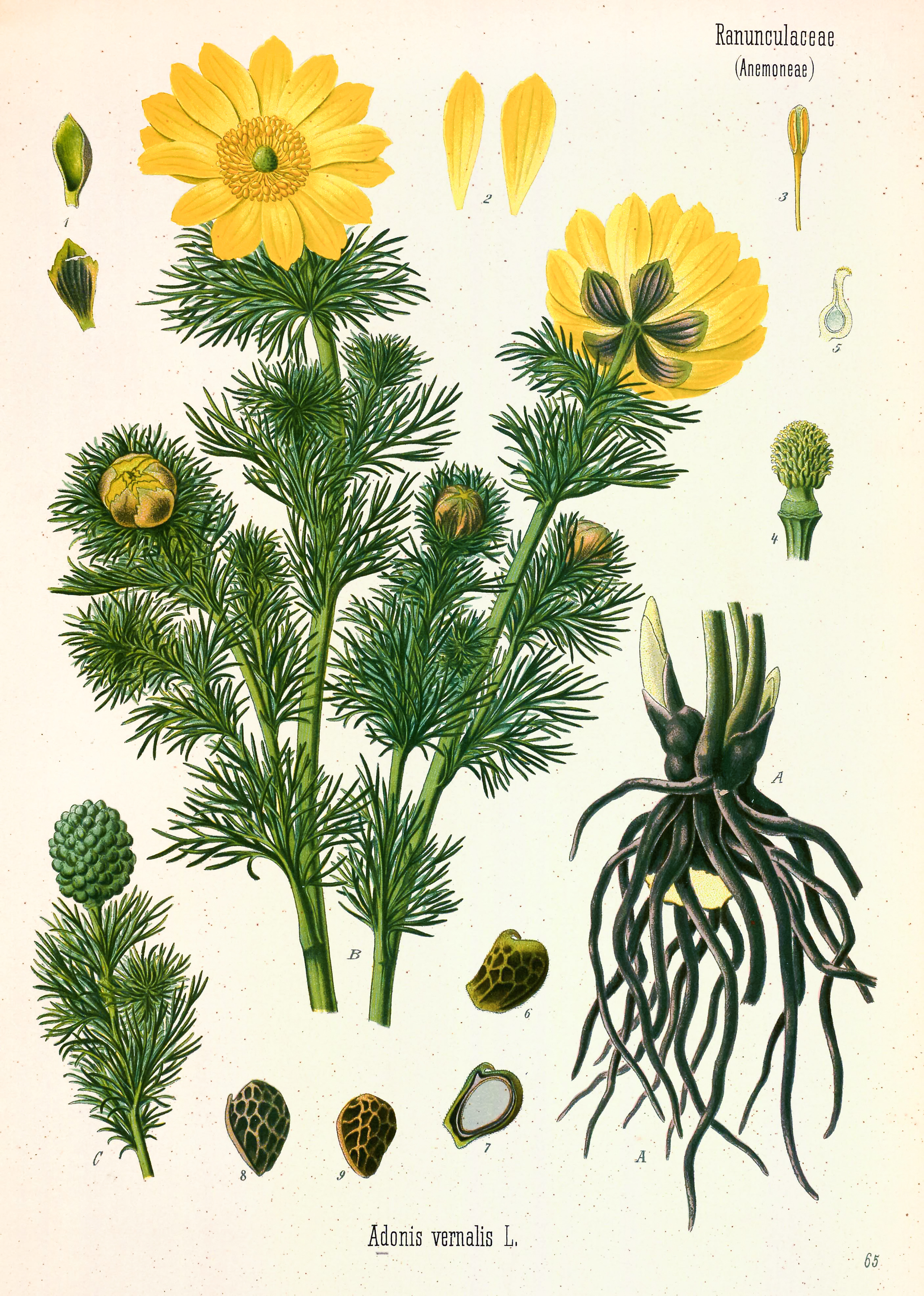
Ilustración.

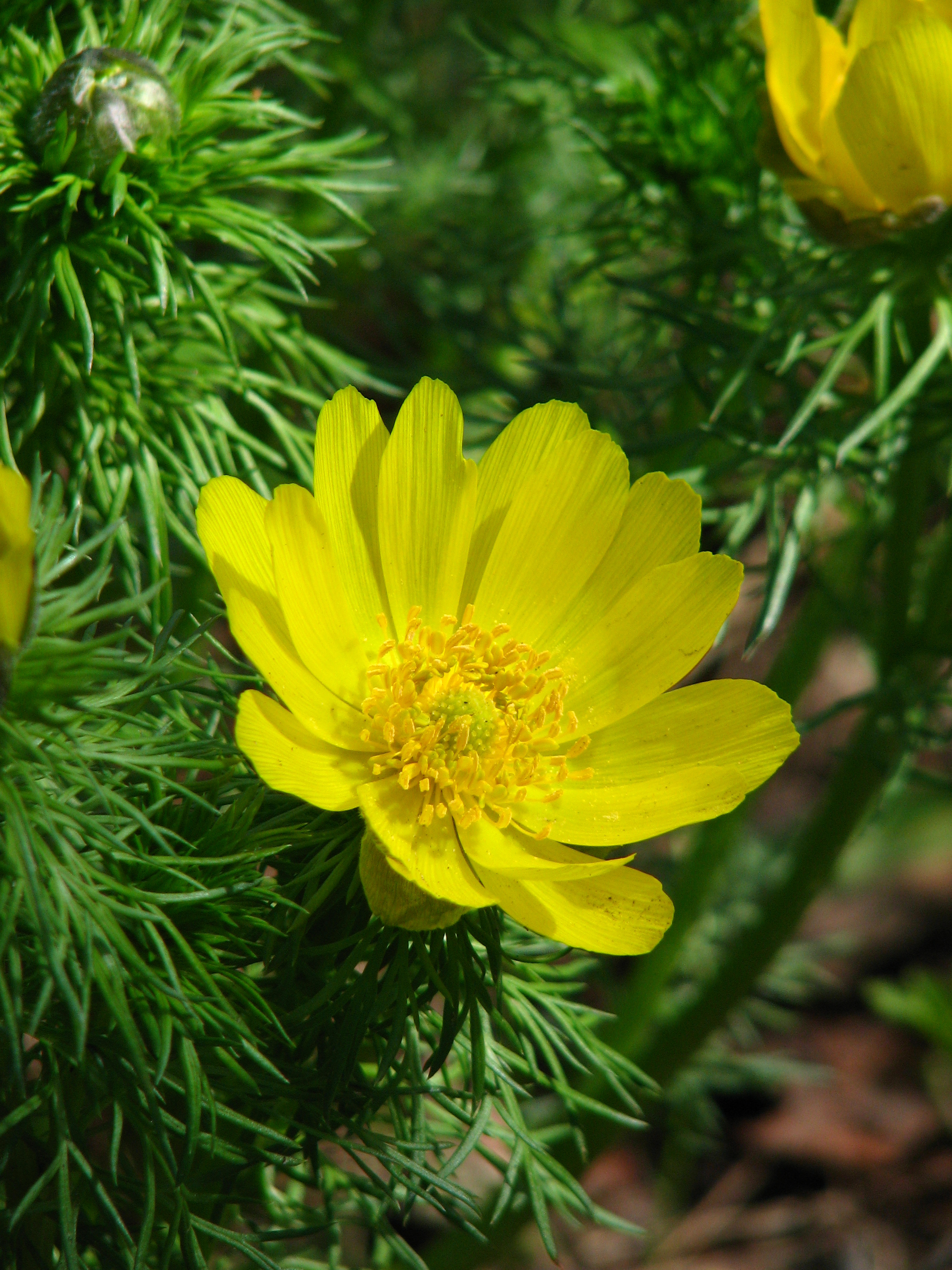
Detalle de la flor.

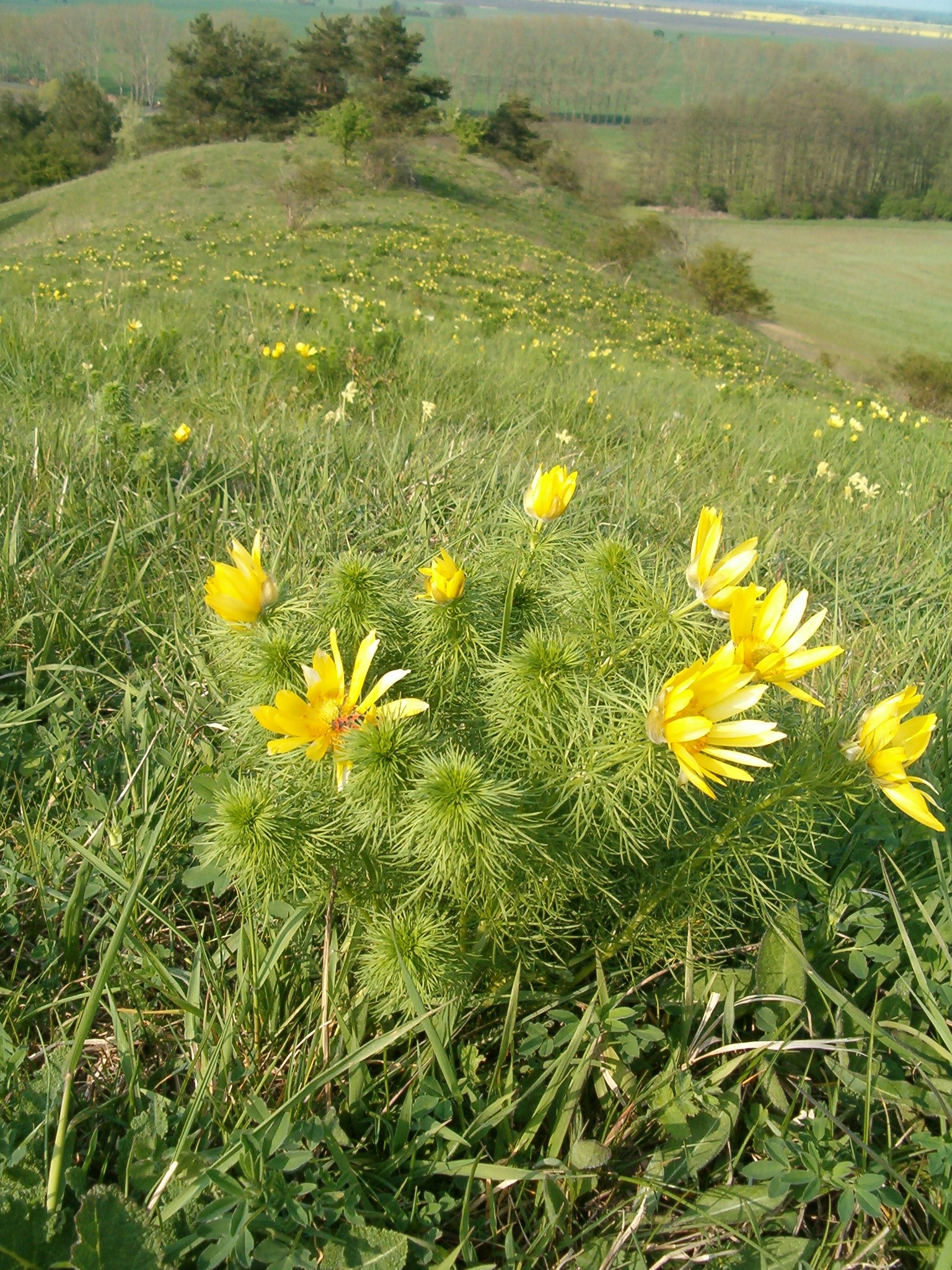
Vista de la planta en su hábitat.

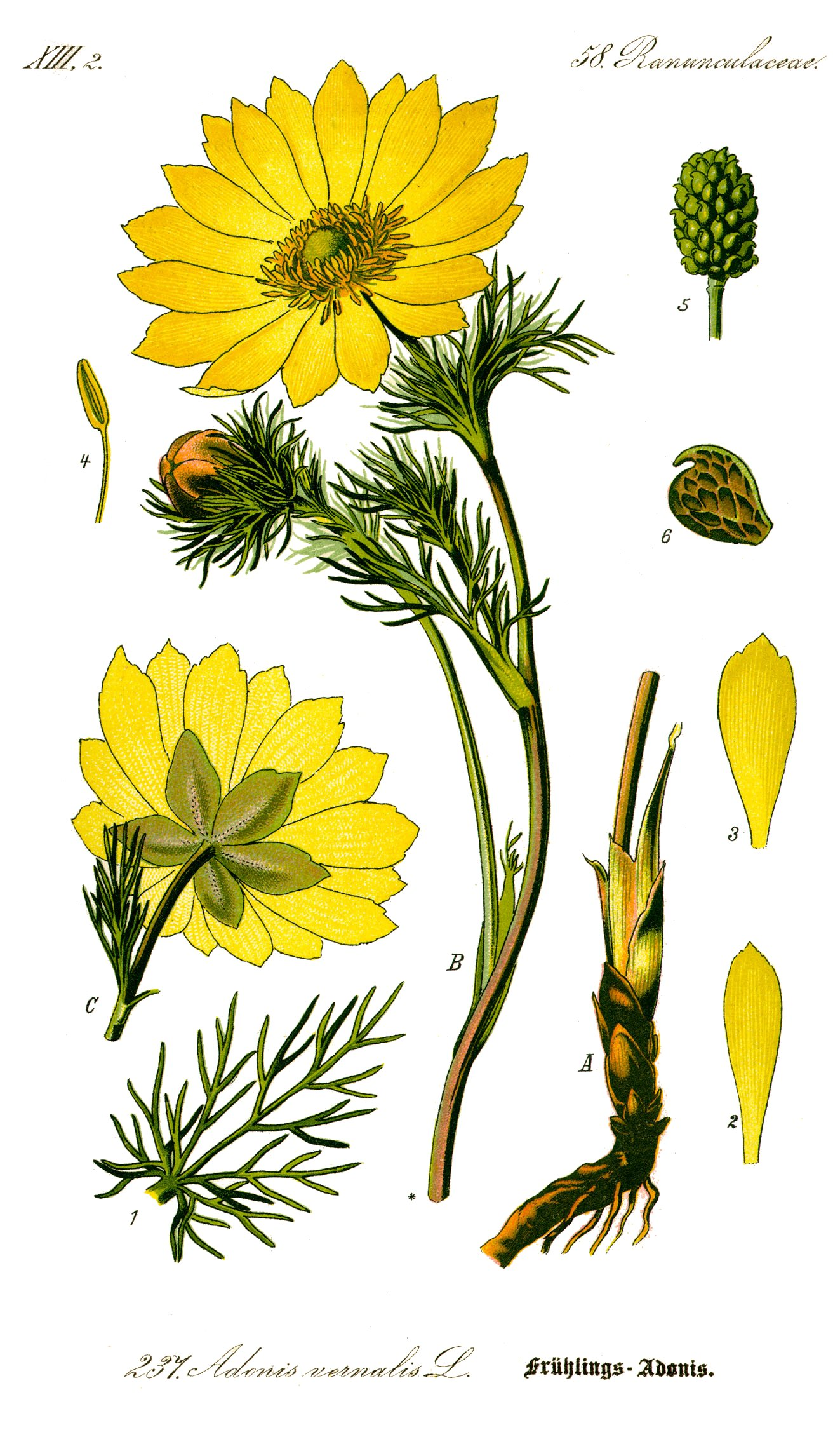
Ilustración.

El ojo de perdiz (Adonis vernalis), también llamada adonis de primavera, es una planta anual herbácea de la familia de las ranunculáceas, con una gran cantidad de principios áctivos lo que la hace muy venenosa, que se utiliza en la producción de medicamentos. Planta protegida en numerosos países europeos.

## Descripción
Es una planta herbácea perennifolia que alcanza un tamaño de 10 a 45 cm de altura. El tallo glabro o glabrescente. Hojas todas sésiles; las basales, reducidas a vainas membranosas o escuamiformes que rodean la parte inferior del tallo; las caulinares, con limbo bien desarrollado, 2-pinnatisectas. Flores de 3-8 cm de diámetro. Sépalos de longitud 1/2 de la de los pétalos, pubescentes. Pétalos 10 a 20, amarillos. Anteras amarillas. Los frutos son aquenios de 3 a 4 mm, casi globosos, reticulado-rugosos y ± densamente pubescentes; pico menor de 1 mm, curvado y aplicado.
Las flores son terminales, vistosas, de 4 a 8 cm de diámetro, con cáliz pubescente de 5 piezas, tienen de 10 a 20 pétalos libres de forma elipso-ovoidea terminación apical de un amarillo intenso, numerosos estambres (anteras amarillas). Gineceo apocárpico con carpelos numerosos que fructifica en poliaquenio.
El fruto se presenta poliaquenio sobre un receptáculo alargado. Aquenio con el borde superior (adaxial) recto o poco curvado de unos 5 mm sin giba o diente. El androceo con las anteras negro-violáceo, el conectivo y las tecas amarillas por el polen.

## Hábitat y distribución
Es posible que procedan de Oriente Medio. Hoy se distribuyen prácticamente en toda Europa, Asia y norte de África, habitando en terrenos húmedos, pastizales, bosques y en general terrenos herbosos. 
En la península ibérica se encuentran en zonas de pastizales sobre calizas. Sierras del Norte, Centro, Este, y Sierra Nevada.
Una especie similar, endémica de los Pirineos y cordillera Cantábrica, es Adonis pyrenaica DC. que puede diferenciarse de ésta porque sus hojas basales tienen limbo desarrollado (no están reducidas a escamas protectoras.
Durante mucho tiempo se ha estado recolectando abusivamente las plantas silvestres para su aprovechamiento en la producción de medicamentos ya que no hay cultivos a tal fin, lo que ha producido su enrarecimiento en la Naturaleza.
Se considera extinta en Italia y Países Bajos, y está protegida legalmente en Alemania, Bulgaria, Eslovaquia, Francia, Hungría, Rumanía, Suecia y Suiza. El comercio internacional de esta especie está sometido a medidas de control dentro de la Unión Europea (incluida en el anexo D de la Regulación del Consejo n.º 338/97, requiriéndose una notificación particular de importación).
En España solamente están bajo protección estricta algunas poblaciones de esta especie en Cataluña (Decreto 328/1992, DOGC 1 de marzo de 1993). De todos modos se debe de respetar esta planta y no retirar ningún ejemplar de su medio natural.

## Usos

### Principios activos
Planta con utilidad medicinal, en la que se aprovecha toda la planta, recolectándose en abril o mayo, se seca con aire caliente. Entre sus componentes más importantes se encuentran:
- Heterósidos cardiotónicos tipo cardenólido (0,1-0,4%): cimarósido, adonitoxósido.[2]

- Sales minerales.
- Ácidos orgánicos.
- Flavonoides: adonivernitina.
- Estrofandogenina, vernadigina.
- Saponinas, carotoides, colina, fitosterol, resinas y ácidos grasos.
- En el año 1942, Rosenmund y Reichstein aislaron otro glucósido, la zimarina, cristalizado.

### Usos medicinales
- Regulador de las funciones cardíacas
- Hipotensor
- Miocarditis
- Anticonvulsivo
- Antiepiléptico

La planta se utiliza en infusión, bajo prescripción médica, como cardiotónico y diurético. También tiene efectos calmantes sobre la tos rebelde, ataques de asma y dolores reumáticos.
Es venenosa para el ganado. Se dice que su toxicidad es tan grande, que incluso las vacas y cabras que la consumen pueden trasmitir su toxicidad por medio de la leche a las personas.
En España, la ORDEN SCO/190/2004, de 28 de enero, por la que se establece la lista de plantas cuya venta al público queda prohibida o restringida por razón de su toxicidad incluye a esta planta, quedando prohibida su venta al público, así como la de sus preparados, restringiendo su uso a la elaboración de especialidades farmacéuticas, fórmulas magistrales, preparados oficinales y cepas homeopáticas cuyo uso queda sujeto a la prescripción y al control médico.

## Taxonomía
Adonis vernalis, fue descrita  por Carlos Linneo y publicado en Species Plantarum 1: 547–548, en el año 1753.
Etimología
Adonis: nombre genérico que según el Stearn's Dictionary of Plant Names dice: "La flor se supone que se ha originado a partir de la sangre de Adonis que fue corneado a muerte por un jabalí. Era amado por Afrodita y, según algunas versiones fue cortejado sin éxito. Adonis era considerado por los griegos como el dios de las plantas. Se creía que desaparecía  en el otoño y el invierno para volver a aparecer en la primavera y el verano. Para celebrar su regreso, los griegos adoptaron la costumbre semítica de hacer jardines de Adonis, que consistían en ollas de barro de semillas de rápido crecimiento".
vernalis: epíteto latino que significa "de la primavera".
Sinonimia
- Adonanthe vernalis (L.) Spach
- Adoniastrum vernale (L.) Schur
- Adonis dahurica Ledeb. ex Rchb.
- Adonis helleborus Crantz
- Adonis parviflora Janka ex Nyman
- Adonis pratensis Ledeb.
- Anemone consiligo Baill.
- Chrysocyathus vernalis (L.) Holub	[6]
- Adonis jovinienii Sennen & Elías [1928]
- Adoniastrum vernale (L.) Schur [1877]
- Adonanthe vernalis (L.) Spach[7]

## Nombres comunes
- Castellano: adonis, adonis de primavera, adonis vernal, eléboro falso con flor de buftalmo, flor de Adonis, ojo de perdiz.[8]